# Miel de Liébana

Comarca de Liébana en Cantabria.

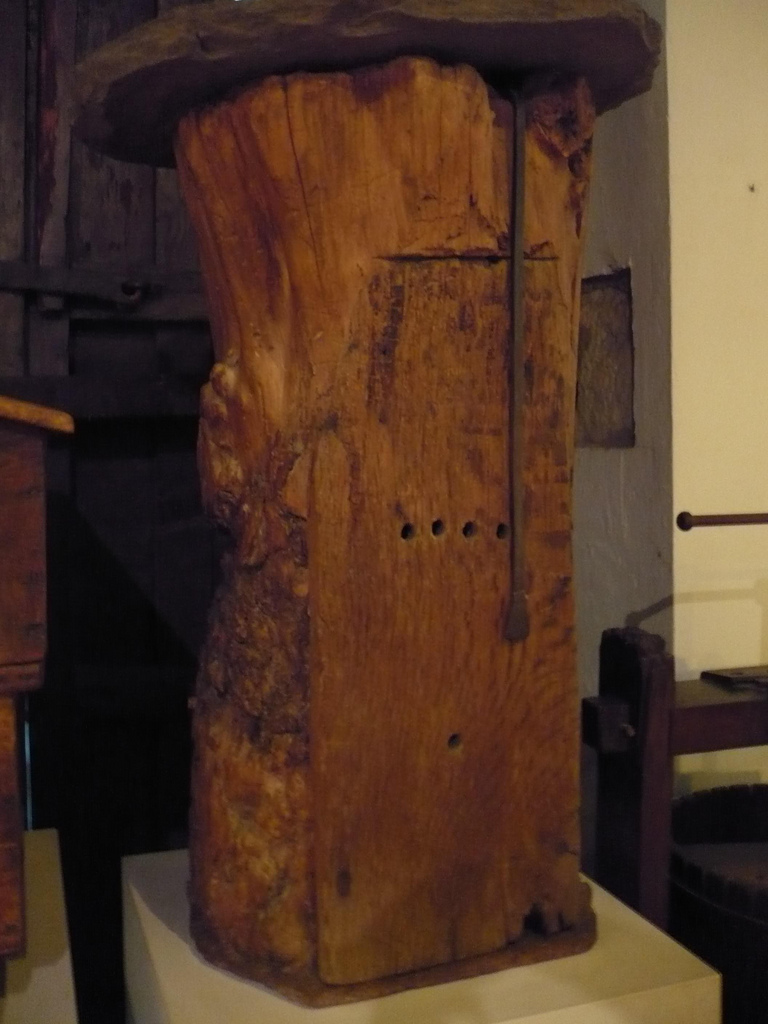
Dujo para la miel. Colmena para miel hecha con un tronco hueco vaciado, generalmente de roble. Museo Etnográfico de Cantabria.

Miel de Liébana es una denominación de origen protegida (DOP) de miel propia de la comarca de Liébana, en Cantabria (España). Fue creada en abril de 2016 y agrupa la miel producida en los municipios acogidos a la DOP que son Cabezón de Liébana, Camaleño, Cillorigo de Liébana, Pesaguero, Potes, Tresviso y Vega de Liébana. En total, los 574,83 km² que ocupa la Comarca de Liébana, al oeste de Cantabria. Todas las fases de la producción y extracción de las mieles de Liébana, así como el envasado han de realizarse en la zona amparada por la DOP.

## Historia de la DOP
En 2004 se crea la Asociación para el Fomento de la Miel de Calidad, con el objetivo último de obtener la DOP.
En 2009, con la colaboración de la Universidad de Cantabria, se elabora un estudio titulado Relación entre la calidad y reputación de la miel en Liébana, y las características geográficas, ambientales y culturales de la comarca. Entre 2010 y 2011 se realizan más estudios para determinar las características botánicas y geográficas de la miel, determinando la composición físico-química, espectro polínico y su perfil sensorial.
El 4 de abril de 2014, obtiene la protección nacional transitoria a la Denominación de Origen Protegida Miel de Liébana. Poco después, por Orden de 4 de julio de 2014, se aprueba el Reglamento de la Denominación de Origen Protegida Miel de Liébana y de su Consejo Regulador.
Finalmente, mediante el Reglamento de Ejecución (UE) 2016/524 de la Comisión de 30 de marzo de 2016, publicado en el DOUE el 5 de abril, se registra de la Denominación «Miel de Liébana» (DOP).

## Características de la miel

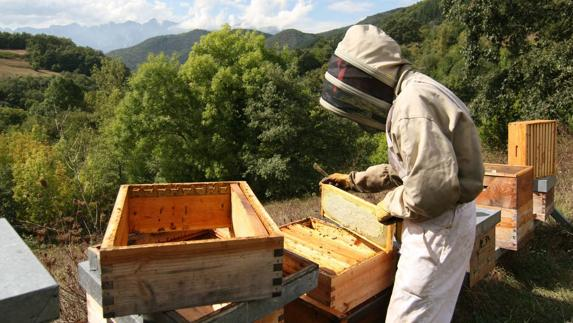
Un apicultor en Cantabria, España.

Las variedades de miel protegidas son:
- Miel de mielada: Procede del mielato de roble y encina, y del néctar de Erica spp. (brezos), Rubus sp. (zarza) y un % variable de pólenes presentes en la flora de la comarca de Liébana.
- Miel monofloral de brezo: Procede del néctar de las siguientes especies: Erica cinerea, Erica vagans, Erica tetralix, Erica ciliaris y Calluna vulgaris (brecina o falso brezo).[2]

El espectro polínico de la miel amparada en esta Denominación de Origen deberá corresponder al propio de la vegetación de la comarca de Liébana, conformado principalmente por las siguientes familias: Leguminosae, Ericaceae, Rosaceae, Fagaceae, Plantaginaceae, Asteraceae, y Boraginaceae. En cualquier caso, la combinación polínica de Eucalyptus sp., Helianthus annuus, Olea europaea, Cistus ladanifer, Thymus sp., Lavandula stoechas y Salvia rosmarinus no superará el 5 % del espectro polínico total.
A ella están acogidos en la comarca una decena de apicultores y cinco industrias extractoras y envasadoras de miel.

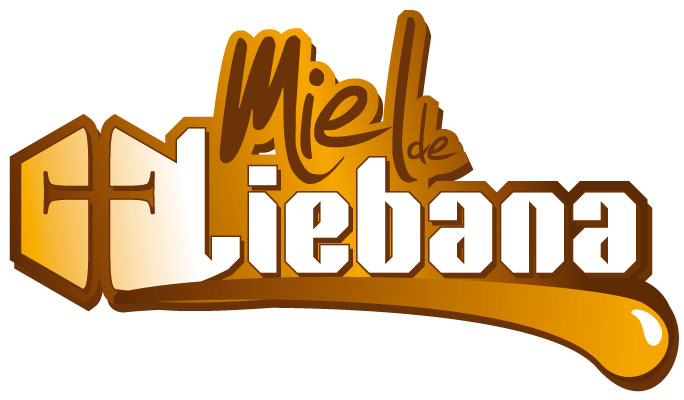
Logo de la Denominación de Origen Protegida «Miel de Liébana».

Para poder acogerse a esta DOP los productores deben cumplir una serie de condiciones:
- Uso de colmenas de tipo vertical de cuadro móvil, con una clara diferenciación entre cámara de cría y alzas.
- El desabejado de cuadros se realiza por el sistema tradicional de cepillado de abejas o aire a presión, pudiendo realizarse un ahumado moderado con combustible de origen natural.
- Durante el periodo de producción de miel no se realiza alimentación artificial a las abejas.
- La miel se extraerá mediante la centrifugación de los panales o decantación de estos, nunca por presión
- A lo largo de los procesos a los que la miel sea sometida, la temperatura de esta no superará los 40 °C.
- La cristalización de la miel, se podrá realizar de forma natural, o de forma dirigida mediante el método tradicional ampliamente extendido de homogeneización de miel realizando un batido con un instrumento manual o mecánico que gira a pocas revoluciones produciendo una rotura de los cristales a una temperatura inferior a 35 °C de manera que no se alteren las características del producto.Un apicultor en Cantabria, España.

## Feria
La miel de Liébana es protagonista de una feria que se celebra en la Vega de Liébana y va por su sexta edición.